# بوتوند كيرالي
بوتوند كيرالي (بالمجرية: Király Botond)‏ هو لاعب كرة قدم مجري، ولد في 26 أكتوبر 1994 في Pápa ‏ في المجر. لعب مع Pápai FC ‏.

## وصلات خارجية
- بوتوند كيرالي على موقع قاعدة بيانات كرة القدم.إي يو (الإنجليزية)
- بوتوند كيرالي على موقع Soccerway.com (الإنجليزية)